# دنیس واسیلیف
دنیس واسیلیف (اوکراینی: Денис Васільєв؛ زادهٔ ۸ مهٔ ۱۹۸۷) بازیکن فوتبال اهل اتحاد جماهیر شوروی سوسیالیستی است.